# Dietrich von Klattau
Dietrich von Klattau († 1387) war von 1376 bis 1378 Elekt von Breslau und von 1378 bis 1380 Bischof von Breslau.

## Leben
Dietrich von Klattau war Breslauer Domdechant und wurde nach dem Tod des Bischofs Preczlaw von Pogarell vom dortigen Domkapitel am 27. April 1376 zum Bischof gewählt. Bis zum 8. November 1378, an dem die Wahl durch den avignonesischen Gegenpapst Clemens VII. bestätigt wurde, blieb er Elekt. Dietrichs Bischofsweihe erfolgte in Avignon.
In einer erneuten Wahl wählte das Breslauer Domkapitel 1380 den Olmützer Bischof Johannes von Neumarkt zum Breslauer Bischof, den Kandidaten des böhmischen Landesherrn Kaiser Karl IV. und des Papstes Gregor XI. Der neu gewählte Bischof starb jedoch noch vor Amtsantritt.
Dietrich von Klattau blieb in Avignon und kehrte nicht mehr nach Breslau zurück. Er soll im Februar oder März 1387 gestorben sein.